# Llenguatge script
Un llenguatge script o llenguatge de guió és un llenguatge de programació per l'automatització d'aplicacions que permet la composició de textos per obtenir noms de fitxers i activació condicionada d'aplicacions segons el codi de finalització de les precedents i la disponibilitat dels fitxers. Els guions s'executen directament des del seu codi font que és interpretat i no compilat.

## La directiva Shebang
Al sistema UNIX és possible fer servir llenguatges més potents com a llenguatges de guió que els que es proveeixen pels sistemes operatius per a l'automatització de comandes, especificant al principi una directiva anomenada "Shebang" indicant l'intèrpret que l'haurà d'executar i que comença amb els caràcters "#!", seguit de l'intèrpret i arguments.